# ギーゼッケ アンド デブリエント
ギーゼッケ アンド デブリエント（Giesecke & Devrient GmbH）は、ドイツ・ミュンヘンに本社を置く印刷会社である。

## 概要
ユーロ紙幣の印刷を行い欧州中央銀行に供給している欧州有数の紙幣印刷会社である。紙幣以外にも様々な有価証券やチケットなどの印刷も行っている。
また、ユーロ紙幣以外にも自国で紙幣を印刷できない発展途上国などに対しても紙幣の印刷を請け負っている。かつて世界一価値の低かったジンバブエ・ドルの印刷も請け負っていた。

## 日本法人
日本法人である、ギーゼッケ・アンド・デブリエント株式会社は、日立製作所のグループ会社・日立ハイテクノロジーズとの合弁会社となっている。また、同社はソフトバンクモバイルのプリモバイルで利用するプリペイドUIMカードの製造元となっている（端子仕様は、独自仕様のものとICチップ製造企業にてモジュール化されたものとが存在する）。

## ジンバブエへの関与
ジンバブエとは、それ以前の政府であるローデシアの頃からの取引である。G&D社は、ジンバブエのハイパーインフレ時にも、ジンバブエに対して紙を供給していた。
2008年7月1日、同社の取締役会は、ジンバブエ準備銀行への紙幣用紙を即時供給中止することを決定したことが報道された。これは欧州連合、国連による国際制裁と、ドイツ政府による「公式の要求」に応じたものである。

## ミャンマー紙幣
ミャンマーの紙幣を発行していたが、2021年ミャンマークーデターにより発行困難となり、2021年4月より停止。